# 高須幸雄
高須 幸雄（たかす ゆきお、1946年（昭和21年）8月29日 - ）は、日本の外交官、国際公務員。2012年から2017年まで国際連合事務次長（管理局長）。 2007年から2010年まで国連大使。

## 来歴・人物
東京大学法学部第二類中退、1969年外務省に入省する。オックスフォード大学留学。
1981年国際連合日本代表部参事官としてニューヨークに赴任する。1988年本省に戻り欧亜局西欧第二課長。1989年国際連合局国連政策課長。1992年インドネシア公使。1993年国連事務次長補・行政管理局財務官。1997年国連日本代表部大使。2000年総合外交政策局国際社会協力部長。2001年在ウィーン国際機関日本政府代表部特命全権大使。
2005年人間の安全保障担当、科学技術協力担当及び国連改革担当大使。また、ハーバード大学で客員フェローとして研究に当たる。2007年から特命全権大使、国際連合日本政府常駐代表（国連大使）となる。2010年8月に退任。2010年12月より潘基文国連事務総長の「人間の安全保障」に関する特別顧問。
2012年4月、日本人として8人目の国連事務次長となり、管理局長となる。2017年退任。アントニオ・グテーレス国連事務総長の「人間の安全保障」に関する特別顧問。2018年、公益財団法人日本ユニセフ協会理事。2019年、日本ユニセフ協会代表理事副会長
2020年、瑞宝重光章受章。
2024年2月15日、公益財団法人日本ユニセフ協会代表理事会長に就任。

## 同期
- 遠藤乙彦（財務副大臣、公明党衆議院議員）
- 野坂康夫（鳥取県米子市長、文部省審議官）
- 谷内正太郎（外務事務次官）
- 田中均（東京大学公共政策院客員教授、外務審議官政務担当）
- 藤崎一郎（駐米大使、外務審議官）
- 宮本雄二（駐中国大使、中国課長）
- 重家俊範（駐韓大使、中東アフリカ局長）
- 小町恭士（駐タイ大使、駐オランダ大使、官房長、欧州局長）
- 飯村豊（駐仏大使、経済協力局長）
- 堀村隆彦（自治体国際化協会常務理事、駐ブラジル大使、中南米局長）
- 今井正（沖縄大使、駐マレーシア大使、国際情報局長）
- 高橋恒一（三井住友海上火災保険顧問、外務省研修所長、駐チェコ大使、法務省審議官、国際社会協力部長）
- 林梓（駐ベルギー大使、文化交流部長、岩手県警察本部長）
- 天木直人（評論家、駐レバノン大使、内閣審議官）
- 辻本甫（中日本高速道路顧問、駐アラブ首長国連邦大使、衆議院外務調査室長）
- 松井靖夫（科学技術協力担当大使、駐コスタリカ大使、国際協力事業団理事、内閣審議官）

## 著書

### 共編著
- （明石康・大芝亮・野村彰男・秋山信将）『オーラルヒストリー　日本と国連の50年』（ミネルヴァ書房、2008年）
- （NPO法人「人間の安全保障」フォーラム）『全国データ　SDGsと日本：誰も取り残されないための人間の安全保障指標』（明石書店、2019年）